# قصف الكلية العسكرية في طرابلس
قصفُ المدرسة العسكريّة في طرابلس هو قصفٌ نفذته طائرات تتبعُ ما يُعرف بالجيشِ الوطني الليبي بقيادة المشير خليفة حفتر على مدرسة عسكريّة بالعاصمة الليبية طرابلس في الرابع من كانون الثاني/يناير عام 2020 مما تسبّب في مقتل 28 شخصًا على الأقل وجُرح العشرات.

## القصف
بحلول الـ 20:15 من مساء يوم الرابع من كانون الثاني/يناير 2020 بتوقيت جرينتش (22:15 بتوقيت ليبيا)؛ سُمع صوت انفجارٍ قويّ وسط المدرسة العسكريّة بطرابلس ليتبيّن بعد لحظات أن الصوت ناجمٌ عن غارات جويّة استهدفت المدرسة العسكريّة التي كانت تضمّ العشرات من الطلاب. دقائقُ حتى أعلنت مصادر طبية ليبية عن مقتل أكثر من 20 شخصًا من طُلاب الكلية العسكريّة كحصيلةٍ أوليّة للهجوم.
بعد حوالي نصف الساعة؛ نشرَ المركز الإعلامي لعمليّة بركان الغضب بيانًا قالَ فيهِ «إنَّ طائرات أجنبية داعمة لحفتر قد قصفت الكلية العسكرية بالعاصمة الليبية ما أدى إلى وقوعِ 28 قتيلًا وعددٍ من الجرحى»، في حين قال آمرُ قوة الإسناد بالجيش الليبي «أن طائرات إماراتية مُسيّرة هي التي قصفت الكلية العسكرية.»

## ردود الفعل
أدانت وزارة الداخلية الليبية – التابعة لحكومة الوفاق المُعترفِ بها دوليًا – في بيانٍ بأشد العبارات عمليات القصف وقالت «إن مثل هذه الأعمال تُعتبر من جرائم الحرب والانتهاكات التي ما زالت ترتكبها مليشيات حفتر» مُطالبةً مجلس الأمن الدولي وبعثة الأمم المتحدة والمجتمع الدولي بتحمّل مسؤولياتهم تُجاه هذه «الأعمال الإجرامية التي تقوم بها مليشيات حفتر.» من جهتها أدانت البعثة الأممية في ليبيا وبأشدّ العبارات أيضًا «القصف الذي استهدف الكلية العسكرية في العاصمة الليبية طرابلس» مؤكدّة في الوقتِ ذاته على «أن التمادي في القصفِ العشوائي الذي يطالُ المدنيين قد يرقى إلى مصاف جرائم الحرب.»
على المستوى الدولي أدانت الخارجية التركية قصف مقر الكلية العسكرية بالعاصمة الليبية مُطالبةً هي الأخرى «المجتمع الدولي اتخاذ الخطوات الضرورية بأسرع وقتٍ لإنهاء الدعم الخارجي لحفتر»، فيما قال الرئيس التركي رجب طيب أردوغان في وقتٍ لاحقٍ «إن وحدات من القوات التركية قد بدأت فعليًا بالتحركِ إلى ليبيا» وُمذكرًا بأن «مصر وحكومة أبوظبي منزعجتانِ جدًا من اتفاقية الأتراك مع ليبيا لكنهما تدعمان انقلابيًا ليست له شرعيّة.»
أعلنت حكومة الوفاق الوطني بعد 12 ساعة تقريبًا من الهجوم عن الحداد 3 أيام على أرواح قتلى الكلية العسكرية؛ فيما قالَ فايز السراج رئيس الحكومة: «سيتمُّ خلال جلسة نقاشٍ في المجلس الرئاسي مُناقشة قطع العلاقات الدبلوماسية مع دولة الإمارات.»
على المستوى الدولي أدانت الجزائر قصف الكلية العسكرية في طرابلس حيث اعتبرت أن مثل هذه الأعمال، من شأنها أن تنمي الأحقاد وتزيد الأزمة عمقا وتعقيدا داعية مرة أخرى للعودة إلى طاولة الحوار«..نناشد كافة المكونات ومختلف الأطراف الليبية لتغليب المصلحة العليا  والعودة السريعة إلى مسار الحوار الوطني الشامل للتوصل إلى حلول كفيلة بإخراج  هذا البلد الشقيق والجار من الأزمة التي يعاني منها وبناء دولة مؤسسات ينعم  فيها الشعب الليبي السيد بالسلم والأمن والاستقرار في كنف البلد الواحد..»
وجددت رفضها القاطع لأي تدخل أجنبي في ليبيا.